# Elkton (Kentucky)
Pour les articles homonymes, voir Elkton.
La ville d’Elkton est le siège du comté de Todd, dans l’État du Kentucky, aux États-Unis. Sa population s’élevait à 2 062 habitants lors du recensement de 2010, estimée à 2 136 habitants en 2016.